# Ventes-Saint-Rémy
Ventes-Saint-Rémy är en kommun i departementet Seine-Maritime i regionen Normandie i norra Frankrike. Kommunen ligger i kantonen Saint-Saëns som tillhör arrondissementet Dieppe. År 2022 hade Ventes-Saint-Rémy 216 invånare.

## Befolkningsutveckling
Antalet invånare i kommunen Ventes-Saint-Rémy
| Referens: INSEE |